# Vladimir Kotin
Vladimir Grigor'evič Kotin (in russo Владимир Григорьевич Котин?; Mosca, 28 marzo 1962) è un ex pattinatore artistico su ghiaccio sovietico, russo dal 1991, specializzato nel singolo.

## Risultati
| Internazionali            | Internazionali | Internazionali | Internazionali | Internazionali | Internazionali | Internazionali | Internazionali | Internazionali | Internazionali | Internazionali | Internazionali |
| Evento                    | 1977–78        | 1978–79        | 1979–80        | 1980–81        | 1981–82        | 1982–83        | 1983–84        | 1984–85        | 1985–86        | 1986–87        | 1987–88        |
| ------------------------- | -------------- | -------------- | -------------- | -------------- | -------------- | -------------- | -------------- | -------------- | -------------- | -------------- | -------------- |
| Giochi olimpici invernali |                |                |                |                |                |                | 8°             |                |                |                | 6°             |
| Campionati mondiali       |                |                |                | 9°             | 11°            | 9°             | 8°             | 5°             | 4°             | 4°             |                |
| Campionati europei        |                |                |                | 6°             | 7°             | 5°             | 6°             | 2°             | 2°             | 2°             | 2°             |
| NHK Trophy                |                |                | 8°             |                |                |                |                |                |                |                |                |
| Prize of Moscow News      | 5°             |                | 2°             |                | 1°             | 2°             | 1°             | 2°             | 2°             | 1°             |                |
| Internazionali: Junior    |                |                |                |                |                |                |                |                |                |                |                |
| Campionati mondiali       | 2°             |                |                |                |                |                |                |                |                |                |                |
| Nazionali                 |                |                |                |                |                |                |                |                |                |                |                |
| Campionati sovietici      |                | 3°             | 2°             | 3°             | 2°             | 7°             |                | 1°             |                |                | 3°             |